# Mendelsk randomisering
Mendelsk randomisering är en epidemiologisk metod som använder uppmätta variationer i gener med känd funktion för att undersöka den kausala effekten av en modifierbar sjukdomsexponering i observationsstudier. Designen föreslogs första gången 1986 och beskrevs vidare av Gray och Wheatley som en metod för att utan bias uppskatta effekterna av en förmodad kausal variabel utan att behöva genomföra en randomiserad kontrollerad studie. Dessa författare myntade också termen Mendelsk randomisering (Mendelian randomization) efter ärftlighetsforskaren Gregor Mendel. Denna typ av studie är ett kraftfullt verktyg i kontrollen av omvänd kausalitet och confounding som annars är ett stort problem i epidemiologiska studier.